# کلومیفن سیترات
کلومیفن سیترات (به انگلیسی: CLOMIPHEN CITRATE) جزو داروهای مدولاتور انتخابی گیرنده استروژن بوده و در شکل دارویی قرص در بازار موجود است. این دارو به‌طور گسترده برای تحریک تخمک‌گذاری در مشکل عدم تخمک‌گذاری یا اُلیگواوولاسیون تجویز می‌گردد.

## موارد مصرف
- کلومیفن (بانام تجاری کلاماید یا کلامید) برای درمان ناباروری ناشی از کاهش یا فقدان تخمک‌گذاری در زنان[۱]٬ بغیر از ناباروری‌های با عامل ناشناخته[۳]٬ به‌کار برده می‌شود. این ترکیب‌همچنین در درمان بی‌کفایتی عملکرد جسم‌زرد و نیز تشخیص نارسائی محورهیپوتالامیک ـ هیپوفیز ـ غده فوق کلیه مفید می‌باشد. به‌منظور ارزیابی عمل تخمدانهادر تخمک‌گذاری نیز استفاده‌شده‌است. این دارو معمولاً پنج روز در ماه مصرف می‌شود.
- در ناباروری مردانی که تولید اسپرم در آن‌ها کافی نیست و نیز درمانی مکمل در مردان مبتلا به هیپوگنادیسم٬ جایی‌که برای درمان کمبود تستوسترون طبیعی٬ از تزریق دارو استفاده می‌شود و برای حذف فیدبک منفی روی هیپوتالاموس و در پی آن آتروفی بیضه تجویز می‌گردد.[۴]

## مکانیسم اثر
کلومیفن عمدتاً دارای اثرات ضداستروژنی بوده و بعضاً خواص‌استروژنی نیز دارد. این دارو با اتصال‌رقابتی به گیرنده‌های استروژن در سلولهای هیپوتالاموس، مانع اثر مهاری استروژن‌بر آزادشدن گنادوتروپین‌ها و در نتیجه‌افزایش LH و FSH می‌گردد. افزایش ترشح گنادوتروپین هاموجب بلوغ فولیکول‌های تخمدانی، افزایش پیک LH قبل از تخمک‌گذاری، تخمک‌گذاری‌و در نهایت تکامل جسم زرد می‌شود. درناباروری مردان نیز از طریق افزایش‌ترشح LH و FSH، اثر درمانی خود را اعمال‌می‌کند.

## عوارض جانبی
مهم‌ترین عوارض عبارتنداز تشکیل کیست تخمدان، بزرگ شدن بیش‌از حد تخمدان، بزرگ شدن بافت فیبروئید رحم، شکم درد و بروز سندرم قبل از قاعدگی . همچنین در حاملگی به دنبال مصرف کلومیفن احتمال چندقلوزایی وجود دارد.

## موارد منع مصرف و احتیاط
اثر بر آزمایشهای تشخیصی
کلومیفن ممکن است سطح سرمی تیرونین، گلوبولین پیوند یابنده به تیروکسین، گلوبولین پیوند یابنده به هورمون‌های جنسی را افزایش دهد. همچنین، این دارو ممکن است احتباس سولفوبرموفتالئین و ترشح FSH و LH را افزایش دهد.

## عوارض جانبی
اعصاب مرکزی: سردرد، بی‌قراری، بی‌خوابی، سرگیجه، احساس منگی، افسردگی، خستگی، فشار روحی.
قلبی ـ عروقی: برافروختگی‌های وازوموتور شبیه گرگرفتگی‌های یائسگی، زیادی فشارخون.
پوست: کهیر، بثورات پوستی یا درماتیت آلرژیک.
چشم: تاری دید، دوبینی، احساس برق زدن در چشم‌ها، فتوفوبی (علائم مسمومیت چشمی قریب‌الوقوع ).
دستگاه گوارش: تهوع، استفراغ، نفخ، اتساع، ناراحتی یا درد شکم، زیاد شدن اشتها، افزایش وزن بدن، زرد شدن پوست و چشم‌ها (نشانه مسمومیت کبدی).
ادراری ـ تناسلی: تکرر ادرار و پر ادراری، کیست و بزرگی تخمدان (به‌طور خودبه‌خود با قطع دارو برطرف می‌شود)، خون‌ریزی زیاد در قاعدگی، چندقلوزایی.
سایر عوارض: آلوپِسی قابل برگشت، احساس ناراحتی در پستان، سرفه، تنگی نفس.
توجه: در صورت بروز هرگونه عوارض بینایی طی درمان، باید مصرف دارو قطع شود.
در صورت رشد کیست تخمدان یا بزرگی تخمدان‌ها، مصرف دارو تا زمان برگشت تخمدان‌ها به اندازه قبل از درمان، قطع شده و سپس، درمان با مقدار کمتر و به مدت کوتاه تری شروع می‌شود.